# الخدعة (قصة قصيرة)

غلاف كتاب (بيت من لحم) مجموعة قصص قصيرة

الخدعة قصة قصيرة للكاتب المصري الدكتور يوسف إدريس (1927 - 1991) كتبها عام 1969، ونشرت في صحيفة الأهرام، وتضمنها كتاب «بيت من لحم: وقصص أخرى» عام 1971.

## مقدمة
تم فصل يوسف إدريس من المؤتمر الإسلامي والذي كان معاراً له من وزارة الصحة، وأخبره السادات بأنه قد صدر قرار بفصله، فصرخ إدريس فيه قائلاً إنه لا يستطيع فصله، وكل ما يستطيعه هو إلغاء إعارته من وزارة الصحة، قال له السادات إنه قد تم فصله من وزارة الصحة أيضاً.
ذهب إدريس إلى محمد حسنين هيكل في الأهرام فلم يجده، وعاد لبيته ليجد جرس التليفون يدق، وكان المتحدث هو هيكل، فقال له إدريس: من دون مقدمات يا أستاذ هيكل أنا عاوز أشتغل في (الأهرام)، فردَّ هيكل بسرعة وحسم: خلاص اعتبر نفسك بتشتغل في الأهرام، فردّ إدريس: يعني ماسألتنيش عن الأسباب؟، فقال هيكل: مفيش أسباب... شوف أنت بتاخد كام من (الجمهورية) وسيعطيك (الأهرام) أكثر من هذا المرتب شوية، فسأله إدريس: ما شروطك في العمل؟، فأجابه: أنا ماعنديش أي شروط، وقال هيكل جملته الشهيرة: ما دمت تجد في نفسك الشجاعة لتكتب، فأنا لدي الشجاعة لأنشر. والغريب أن أول قصة نُشرت لإدريس في الأهرام، وهي «الخدعة»، تسببت في فصله، عندما فسَّرها رجال الاتحاد الاشتراكي لعبد الناصر بأنه هو المقصود فيها، لكنَّ هيكل أنقذه بأن وضع لها تفسيرًا مغايرًا. قال هيكل لجمال عبد الناصر: «إن رأس الجمل معناها النكسة التي تحوط الناس في كل مكان وإنهم غير قادرين على نسيانها»، وأضاف لإدريس: «على العموم بعد شهر على الأقل سوف ترجع الأهرام تانى ومرتبك ماشى بدون مشكلات».
قبل نشر «الخدعة» كتبت الأهرام في عددها الصادر يوم 4 مايو 1969 تقديما للدكتور يوسف إدريس بمناسبة نشره لأول قصة في الأهرام.. جاء فيه: «انضم الدكتور يوسف إدريس إلى كتاب الأهرام وبهذا فإن جيل الطلائع يجد طريقه إلى صفحات الأهرام الأدبية جنباً إلى جنب مع القمم الشامخة في الخلق الفني المصري من أمثال توفيق الحكيم ونجيب محفوظ وحسين فوزي ولويس عوض وبنت الشاطئ وغيرهم، وفي الاسبوع الماضي قدم الأهرام علي صفحاته أيضاً الأديبة السورية الشهيرة كوليت خوري التي تنشر الآن انتاجها كله في الأهرام».

## علاقة يوسف إدريس بجمال عبد الناصر
كان اللقاء الأول الذي جمع يوسف إدريس وجمال عبد الناصر، عقب قيام ثورة يوليو مباشرة، استقبله ومرسي الشافعي، مدير تحرير جريدة المصري بوقار وهدوء، دارت تفاصيل اللقاء داخل غرفة نوم بسيطة للغاية للبكباشي جمال، كان يرتدي وقتها بيجاما مقلمة، يصفه يوسف جيدًا ويقول: «بمجرد ما رأيته عرفت أنه الرجل القوى، أعجبت به كثيرًا وتأثرت بشخصيته كان يستمع إلينا بطول بال شديد وصبر أشد، كان لا ينظر في عينيك وأنت تتحدث إليه، وفجأة تنقض عيناه على عينيك في لمح البصر، تحس أنها نظرة غدرت بك فجأة، أخذتك دون استعداد، فإذا خطر في بالك أن تكذب في وجوده أو حتى تتفوه بشيء ينتابك خوف مجهول على الفور». كان عبد الناصر منظمًا كتومًا يسمع أكثر مما يتحدث، وكان يوسف على النقيض صريحًا، فوضويًا، وساخطًا، وربما هذا الاختلاف كان سببًا رئيسيًا في إعجاب الأخير بجمال عبد الناصر.
وصلت حالة التوتر إلى ذروتها بين إدريس وعبد الناصر، عندما أجرى يوسف إدريس حوارًا صحفيًا، مع أنور السادات نشر في جريدة الجمهورية، تركز محاوره حول فكرة الاتحاد القومي، وخلال المقابلة سأله الصحفي الشاب، هل يسمح بدخول الاتحاد، من مارسوا نشاطًا سياسيًا من قبل؟!، لأجل هذا السؤال قامت الدنيا، وغضب جمال عبد الناصر، الذي هاتف الأستاذ محمد حسنين هيكل حينها، وسأله هل قرأت حوار يوسف إدريس مع السادات؟ فأجابه نعم، رد ناصر: «دا مش رأي السادات دا رأي الشيوعيين في الاتحاد القومي».

## مقتطفات من الرواية
لابد لكل مرة من أول مرة، وأول مرة كانت ليلاً، وهناك قمر ينشر سلاماً فضياء، والنبع صاف، يتدفق ماؤه علي مهل، وبخرير حنون، ولا تملك حين ترى الماء وقد ذاب فيه القمر، ذوباناً طازجاً يحدث أمامك، وفي الحال: إلا أن تظمأ، وتحاول تشرب، أو تذوق، وملت بجسدي كله، ومددت يدي وما كادت القطرات المتلألئة الباردة تصل إلي فمي، ما كدت استمتع بلذة التذوق الأول، حتى رأيت، بجوار صورتي المهتزة اهتزاز درجات الأبيض والأسود فيها، واهتزاز القمر، صورة رأس آخر، رأس طويل ممتد إلي الأمام وكأنما امتدت يد جذبت ملامحه كلها بعنف، رأس طويل ينتهي بشق عرضي واسع سعة لاحد لها، وكأنما لا يكفي هذا فايضاً شق بالطول، رأس جمل لابد، بلاصوت، بلا ضجة، بلا حركة.
فجأة كان الرأس الغريب لم أذعر ولا صرخت، فقط دهشت، والتفت لا لشيء إلا لأتأكد، كان قد ذيب القمر واختفي النبع والخرير ولا فضة، كنت فقط وحدي وأمامي غير بعيد عني ذلك الأسي يطل علي من فوق، لا أري له جسداً وإنما فقط رقبة غليظة: طويلة، مقوسة: حادة من أسفل كأنها مخرطة، رقبة تنتهي من أمام برأسي: ذلك الرأس ولا جسد والأغرب إني لا أعجب، ولا أتساءل كيف يمكن لرقبة أن تنبع من لا جسد، فهمي كله كان ذلك الرأس المطل علي من أعلي، فهو حتي لم يكن يطل علي، وكأنه لا يراني أو لست هناك بالمرة، وخوفي كان أن يراني فجأة، فينتفض، ويعض، ولكن ابداً. لا غضب في عينيه ولا انفعال، لا شيء، إنما عينان كبيرتان مستقرتان علي الأمام ولا شيء أمام ... قلت: حلم يقظة، رؤيا: تخريف، أبدا لن تعود، وفي الصباح، أي صباح، فلا زمن، كنت استحم تحت الدش حولي ستارة تمنع تسرب الرذاذ، مستمتعاً الي اقصي حد بأني داخل الحمام الخالي، وداخل الستارة النيلونية المزركشة: مع نفسي تماماً، وإذا بشيء يداعب الستارة النيلونية المزركشة: ثم يزيحها وتظهر الشفتان الضخمتين أو بالأحري الثلاث شفاه، منفرجة ومفتوحة وكأنما تنوي ابتلاع كل شيء بينها تبدو الأسنان، كبيرة، مطبقة، محكمة وكأنما تخاف إذا فتحت ان تفلت شيئا، أي شيء، ثم أصبح الرأس كله معي، داخل الستارة تحت الرأس كله معي، داخل الستارة، تحت الدش، دهشت قليلا ولكني واصلت الاستحمام ورحت من خلال اسلاك الماء الرفيعة أتطلع ملياً إلى العينين لعلي ألمح شيئا لعلي أعرف لماذا أطل وماذا يريد، لعلي أدرك للحظة انه يراني حتي، ولكن، ابداً، كان يطل، من عل، وأيضا إلي الأمام ... كان واضحا أنهم من زمن يعانون نفس الشعور، وأن رأس الجمل يظهر لهم في كل مكان وفي أي ساعة، ولكن السؤال: أهو نفس الرأس يظهر للجميع، أم ان لكل منا رأس جمله الخاص كما يقولون في الأساطير أن لكل منا اخته تحت الأرض أو فوقها أو ككتابه يوم القيامة حتى حق يعلق في عنقه؟ ... كلما سألت الناس قالوا افعل مثلما يفعل الناس، واسأل ماذا يفعلون فأجدهم لا يفعلون شيئا بالمرة، أحيانا يحاول البعض لمسها والتمليس عليها وهدهدتها، أحيانا يثور البعض ويغضب ويسبها ... رأس الجمل لا يكف عن الظهور، ربما لو اندهشنا: فقط اندهشنا، كلنا اندهشنا كلما ظهر لما ظهر، بما نحن مرضي، كلنا مرضي قد أصبنا يوما خفي في خيالنا ترك آثاره علي هيئة رأس جمل، أو ربما لاصابة قضت لينا علي مراكز الدهشة والعجب أو ربما شيء اخر، ربما التطور أجل التطور قد وصل بنا إلى مرحلة الإنسان الذي لابد أن يظهر له رأس الجمل ... يتطلع ولا يتحرك ولا يعض ولا يزول
فتأكد أيضا أيها القارئ إنك وبنفس القدرة العبقرية علي انعدام الدهشة ستتقبل ظهوره لك من بين السطور، بنفس القدرة علي انعدام الدهشة من أمر مفروغ منه.

## النقد
كتب علاء عبد الرازق على موقع الجزيرة مقالة تحت عنوان «يوسف إدريس.. عبث بالسلطة وسخر من عبد الناصر»، وجاء فيها: «في عام 1969 نشر في جريدة الأهرام قصة» الخدعة«التي فسرها البعض بأنها تسخر من الحضور الطاغي المخيف لجمال عبد الناصر، ورمزت له القصة برأس جمل يظهر للبطل في كل مكان، فتم فصل إدريس من الأهرام ولم يلبث أن عاد إليها».
كتب الناقد فاروق عبد القادر مقالة تحت عنوان «أليست المراوغة في البحث عن اليقين السياسي عوض الإبداع؟»: «تردد وقتها ان كثيرين قد زعموا ان رأس الجمل المشقوقة القبيحة التي تطارد البطل في كل مكان، حتى تقف بينه وبين إمرأته في الفراش، إنما هي وجه عبد الناصر، بل مضى بعضهم إلى الربط بين رأس الجمل ورأس جمال... ان رأس الجمل هو الرأس الآخر ولنعتبره القبيح لكل إنسان لا في مصر وحدها بل في تاريخ البشرية ... الأدق ان هذا هو وجهنا، نحن، القبيح، انه كل ما فعلناه وأنكرناه... كل ما طفحت به أعماق النفس من رماد الإحباط والفشل والبحث المحموم عن يقين مراوغ خلّب، وإن جاز ان نضيف شيئاً له دلالة سياسية ما، فقد نقول انه وجه النظام القبيح».
كتب محمد علي شمس الدين في صحيفة الحياة في 23 أكتوبر 1998: «إن ما نعترض عليه هو إقحام» وجه النظام القبيح«حتى ولو كان قبيحاً في مثل هذا التأويل. فهذا الإقحام يضعف القوة الايحائية والطاقة الابداعية ذات الإشعاعات المترامية والمتكسرة ليوسف إدريس. فإدريس اصلاً ليس بكاتب قصة ايديولوجي، والتبشير أبعد ما تكون عنه، وهو أيضاً ليس مباشراً وذا بعد واحد، لا في أشخاصه، ولا في حركاته القصصية... فالأسلم عدم ايراد» الشائعة«، و» اللفظ المكتوم«و» ما تردد«، تجاه تحليل هذه القصة ... لكي لا يضيع التأويل الأكثر قرباً من ابداع ادريس، بين الشائعة والسياسة».
كتب الدكتور أحمد الزعبي (رئيس قسم اللغة العربية وآدابها في كلية العلوم الإنسانية والاجتماعية بجامعة الإمارات العربية المتحدة) في دراسته «سلطة الاسلوب» عام 1992: «أن ما يروى لنا في هذه القصة من أحداث ومشاهد تتمثل برأس جمل تطارد الراوي هي بالتأكيد أقرب إلى أجواء اللامعقول، ورأس الجمل في هذه القصة موظفة رامزة، تعني بالتأكيد شيئاً يحاول الكاتب تجسيده من خلال بنية هذا اللامعقول، وتحتمل رأس الجمل هنا أكثر من تفسير وسوف نعتمد في هذه الدراسة تفسيراً واحداً نعتقد انه الأرجح والأنسب والأقرب إلى مضمون القصة وسياقها، فبعد استقراء النص من الداخل وربط هذا النص وإشارياته بالبعد التاريخي والاجتماعي والفني نميل إلى الاعتقاد بأن رأس الجمل في هذا النص ترمز إلى الهزيمة».

## وصلات خارجية
https://www.dostor.org/3453689 الخدعة (قصة قصيرة)
https://www.hindawi.org/books/95920746/ الخدعة (قصة قصيرة)
https://www.sauress.com/alhayat/30936530 الخدعة (قصة قصيرة)
https://books-library.net/free-502733649-download الخدعة (قصة قصيرة)
https://www.almasryalyoum.com/news/details/1951921 الخدعة (قصة قصيرة)